# Unione Sportiva Pergocrema 1988-1989
Questa pagina raccoglie le informazioni riguardanti l'Unione Sportiva Pergocrema nelle competizioni ufficiali della stagione 1988-1989.

## Rosa
| N. |                   | Ruolo | Calciatore            |
| -- | ----------------- | ----- | --------------------- |
|    | Italia (bandiera) | P     | Alessandro Bianchessi |
|    | Italia (bandiera) | C     | Massimo Bodini        |
|    | Italia (bandiera) | D     | Roberto Bocca         |
|    | Italia (bandiera) | D     | Giuseppe Casabianca   |
|    | Italia (bandiera) | A     | Enrico Colnaghi       |
|    | Italia (bandiera) | C     | Giorgio De Giorgis    |
|    | Italia (bandiera) | C     | Giuseppe Gardoni      |
|    | Italia (bandiera) | C     | Italo Groppi          |
|    | Italia (bandiera) | A     | Dario Hübner          |
|    | Italia (bandiera) |       | Lucchi Tuelli         |
|    | Italia (bandiera) | D     | Amedeo Mangone        |

| N. |                   | Ruolo | Calciatore           |
| -- | ----------------- | ----- | -------------------- |
|    | Italia (bandiera) | C     | Simone Mazzoleri     |
|    | Italia (bandiera) | A     | Mauro Pernarella     |
|    | Italia (bandiera) | C     | Paolo Pionna         |
|    | Italia (bandiera) | A     | Roberto Putelli      |
|    | Italia (bandiera) | D     | Giuseppe Rugginenti  |
|    | Italia (bandiera) | D     | Francesco Sangaletti |
|    | Italia (bandiera) | C     | Domenico Tassiero    |
|    | Italia (bandiera) | C     | Francesco Tolasi     |
|    | Italia (bandiera) | C     | Carlo Venè           |
|    | Italia (bandiera) | C     | Roberto Venturato    |

## Risultati

### Campionato

#### Girone di andata
| 11 settembre 1988 1ª giornata | Pergocrema | 4 – 2 | Giorgione |  |

| 18 settembre 1988 2ª giornata | Varese | 1 – 0 | Pergocrema |  |

| 23 settembre 1988 3ª giornata | Pergocrema | 1 – 2 | Legnano |  |

| 2 ottobre 1988 4ª giornata | Ospitaletto | 0 – 2 | Pergocrema |  |

| 9 ottobre 1988 5ª giornata | Pergocrema | 0 – 1 | Telgate |  |

| 16 ottobre 1988 6ª giornata | Forlì | 4 – 0 | Pergocrema |  |

| 23 ottobre 1988 7ª giornata | Pergocrema | 0 – 0 | Juventus Domo |  |

| 30 ottobre 1988 8ª giornata | Chievo | 1 – 1 | Pergocrema |  |

| 6 novembre 1988 9ª giornata | Orceana | 1 – 2 | Pergocrema |  |

| 13 novembre 1988 10ª giornata | Pergocrema | 2 – 0 | Treviso |  |

| 20 novembre 1988 11ª giornata | Pro Sesto | 2 – 0 | Pergocrema |  |

| 27 novembre 1988 12ª giornata | Pergocrema | 2 – 1 | Sassuolo |  |

| 4 dicembre 1988 13ª giornata | Suzzara | 0 – 0 | Pergocrema |  |

| 11 dicembre 1988 14ª giornata | Pergocrema | 0 – 3 | Carpi |  |

| 18 dicembre 1988 15ª giornata | Pordenone | 4 – 1 | Pergocrema |  |

| 1º gennaio 1989 16ª giornata | Pergocrema | 1 – 1 | Ravenna |  |

| 8 gennaio 1989 17ª giornata | Novara | 3 – 1 | Pergocrema |  |

#### Girone di ritorno
| 15 gennaio 1989 18ª giornata | Giorgione | 1 – 0 | Pergocrema |  |

| 22 gennaio 1989 19ª giornata | Pergocrema | 0 – 1 | Varese |  |

| 5 febbraio 1989 20ª giornata | Legnano | 2 – 2 | Pergocrema |  |

| 12 febbraio 1989 21ª giornata | Pergocrema | 2 – 2 | Ospitaletto |  |

| 19 febbraio 1989 22ª giornata | Telgate | 1 – 0 | Pergocrema |  |

| 5 marzo 1989 23ª giornata | Pergocrema | 0 – 1 | Forlì |  |

| 12 marzo 1989 24ª giornata | Juventus Domo | 2 – 2 | Pergocrema |  |

| 19 marzo 1989 25ª giornata | Pergocrema | 1 – 1 | Chievo |  |

| 25 marzo 1989 26ª giornata | Pergocrema | 1 – 1 | Orceana |  |

| 9 aprile 1989 27ª giornata | Treviso | 1 – 1 | Pergocrema |  |

| 16 aprile 1989 28ª giornata | Pergocrema | 1 – 0 | Pro Sesto |  |

| 23 aprile 1989 29ª giornata | Sassuolo | 1 – 0 | Pergocrema |  |

| 30 aprile 1989 30ª giornata | Pergocrema | 0 – 0 | Suzzara |  |

| 4 maggio 1989 31ª giornata | Carpi | 1 – 2 | Pergocrema |  |

| 21 maggio 1989 32ª giornata | Pergocrema | 1 – 0 | Pordenone |  |

| 28 maggio 1989 33ª giornata | Ravenna | 0 – 1 | Pergocrema |  |

| 4 giugno 1989 34ª giornata | Pergocrema | 0 – 0 | Novara |  |